# Uranus (Film)
Uranus ist eine französische Verfilmung des gleichnamigen Romans von Marcel Aymé durch Claude Berri aus dem Jahr 1990.

## Handlung
Frühjahr 1945 kurz vor Kriegsende: Die französische Kleinstadt Blémont ist von Bomben in Schutt und Asche gelegt. Nach der Kapitulation der Deutschen konkurrieren verschiedene politische Gruppierungen um die Macht. Gaullisten, Anhänger der Vichy-Regierung und Résistance-Kämpfer stehen sich scheinbar unversöhnlich gegenüber. Der Ingenieur Archambaud ist gezwungen, seine Wohnung mit dem überzeugten Kommunisten Gaigneux, seiner Frau sowie seinen zwei Kindern und dem Lehrer Watrin zu teilen. Als auch noch der gesuchte Nazi-Kollobateur Loin ihn um Hilfe bittet und er ihn aufnimmt, wird die Situation zunehmend brisant.
Léopold, der Kneipenwirt, kennt seine Gäste sehr gut und gerät zwischen die Fronten. Er flüchtet sich in den Suff und in seine Leidenschaft für den Dichter Jean Racine. Er wird von den Kommunisten denunziert. Von nun an ist er nur noch betrunken und verfasst seine Kneipenpoesie. Als er sein Wissen herausposaunt, wird er vom korrupten Polizisten, der seine Fahne in den Wind hängt, erschossen.
Die Fronten verlaufen in Wirklichkeit nicht zwischen rechts und links, sondern zwischen oben und unten. Zuletzt findet Gaigneux den Nazi-Mitläufer, der ein Verhältnis mit der Frau seines Gastgebers hatte, und führt ihn über den Erschießungsplatz.

## Hintergrund
Der Film wurde in Maringues, Département Puy-de-Dôme, gedreht. Diese Ortschaft liegt mitten in Frankreich, in der Region Auvergne.
Lothar Baier zitiert in der Besprechung eines Buches über die „dunklen Jahre“ Frankreichs (1940–1944), in denen der Film spielt, die literarische Vorlage: „Die Heuchler zählten jetzt schon Millionen. In allen Gegenden Frankreichs, in allen Dörfern, in den großen und den kleinen Städten sah er diese doppelgesichtigen Leute wimmeln.“ Und fährt fort: „So steht es in dem 1948 erschienenen Roman Uranus von Marcel Aymé, einem Schriftsteller, der von seiner Biographie her dazu prädestiniert gewesen ist, empfindlicher als andere Spuren der Heuchelei zu wittern: Vor 1944 hatte er selbst auf seine Weise mitgemacht und für das antisemitische Kampfblatt Je suis partout geschrieben, dessen Chefredakteur Robert Brasillach bei der Befreiung als literarischer Hauptverräter herausgegriffen und mit dem Tode bestraft wurde.“ Noch mehr als Marcel Aymé habe der aus jüdischem Elternhaus stammende Claude Berri das feine Gespür für Heuchelei, die sich wie ein roter Faden durch den Film zieht.

## Kritiken
„Als Posse mit satirischem Blick auf eine Gemeinde von Scheinheiligen und Eiferern, Böswilligen und Saubermachern angelegt, bleibt der Film weitgehend positionslos und zehrt vorwiegend von den prall gefüllten Figuren mit allzu menschlicher Menschlichkeit“, schrieb das Lexikon des internationalen Films. Unter den Darstellern rage Gérard Depardieu heraus „mit ausschließlich physischer Präsenz, während die anderen ins schauspielerische Abseits geraten“.
Roger Ebert von der Chicago Sun-Times meinte, Berri zeige „auf überzeugende Weise, wie die niederen Instinkte die französische Kleinstadt regieren“.

## Auszeichnungen
Uranus lief bei der Berlinale 1991 im Wettbewerb um den Goldenen Bären.
César 1991
Nominiert:
- Bester Film
- Beste Regie – Claude Berri
- Bester Nebendarsteller – Michel Galabru
- Bester Nebendarsteller – Daniel Prévost
- Beste Nebendarstellerin – Danièle Lebrun
- Beste Nachwuchsdarstellerin – Florence Darel

## Synchronisation
| Rolle      | Darsteller           | Synchronsprecher |
| ---------- | -------------------- | ---------------- |
| Gaigneux   | Michel Blanc         | Michael Rüth     |
| Léopold    | Gérard Depardieu     | Manfred Lehmann  |
| Archambaud | Jean-Pierre Marielle | Klaus Guth       |
| Watrin     | Philippe Noiret      | Lambert Hamel    |
| Jourdan    | Fabrice Luchini      | Ulrich Frank     |